# Opalvingad inka
Opalvingad inka (Coeligena lutetiae) är en fågel i familjen kolibrier.

## Utbredning och systematik
Fågeln förekommer i centrala Anderna från Colombia till Ecuador och allra nordvästligaste Peru. Den delas in i två underarter med följande utbredning:
- Coeligena lutetiae lutetiae – centrala Colombia till centrala Ecuador
- Coeligena lutetiae albimaculata – nordvästra Ecuador

## Status och hot
Arten har ett stort utbredningsområde, men tros minska i antal, dock inte tillräckligt kraftigt för att den ska betraktas som hotad. Internationella naturvårdsunionen IUCN listar arten som livskraftig (LC).

## Namn
Fågelns vetenskapliga namn lutetiae hedrar Ludvig Filip, greve av Paris (1838–1894). Lutetia var en romersk stad som låg där Paris nu ligger.

## Bilder

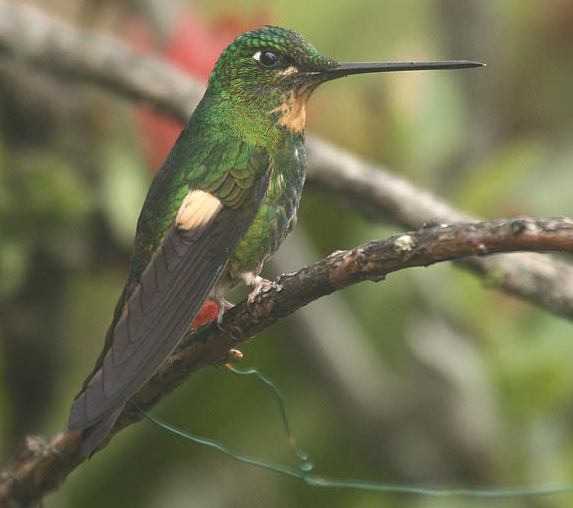
Opalvingadinka, hona